# ماثيو ويلسون (دراج)
ماثيو ويلسون (بالإنجليزية: Matthew Wilson)‏ ولد بتاريخ 1 أكتوبر 1977 في ملبورن، فيكتوريا، هو دراج أسترالي سابق في صنف سباق الدراجات على الطريق.

## سجل النتائج

### المراكز
- حقق المركز الـ 44 في سباق طواف فرنسا 2004

## روابط خارجية
- ماثيو ويلسون على موقع الاتحاد الدولي للدراجات (الإنجليزية)
- ماثيو ويلسون على موقع أرشيف الدراجات (الإنجليزية)
- ماثيو ويلسون على موقع إحصائيات الدراجات الإحترافية (الإنجليزية)
- ماثيو ويلسون على موقع نسبة الدراجات (الإنجليزية)
- ماثيو ويلسون على موقع CycleBase (الإنجليزية)